# Crescenzio Sepe
Crescenzio Sepe (Carinaro, 2 de junho de 1943) é um cardeal da Igreja Católica italiano, atual arcebispo emérito de Nápoles.

## Biografia

### Formação e sacerdócio
Nascido em Carinaro, na área de Aversa, fez seus estudos de ensino fundamental e médio no seminário de Aversa; frequentou os cursos de filosofia no Pontifício Seminário Regional de Salerno e os de teologia no Pontifício Seminário Romano Maior e foi ordenado sacerdote para a diocese de Aversa em 12 de março de 1967 pela imposição de mãos do Bispo Antonio Cece.
Atuou como assistente de teologia sacramental na Pontifícia Universidade Lateranense, encarregado de teologia dogmática na Pontifícia Universidade Urbaniana e mais tarde, em 1972, ingressou no serviço diplomático da Santa Sé. Nesse ano foi enviado à representação papal no Brasil, primeiro ao lado do futuro cardeal Umberto Mozzoni e depois com o arcebispo Carmine Rocco. Em 1975 foi chamado pelo Arcebispo Giovanni Benelli, substituto para assuntos gerais, para trabalhar na Secretaria de Estado da Santa Sé.
Em 1984 tornou-se vice-presidente do Centro Televisivo Vaticano e de 1987 a 1992 foi conselheiro para assuntos gerais da Secretaria de Estado. Desde 1988, a pedido do Presidente da República Italiana, Francesco Cossiga, é Grande Oficial da Ordem do Mérito da República Italiana.

### Ministério episcopal e cardinalato

#### cúria romana

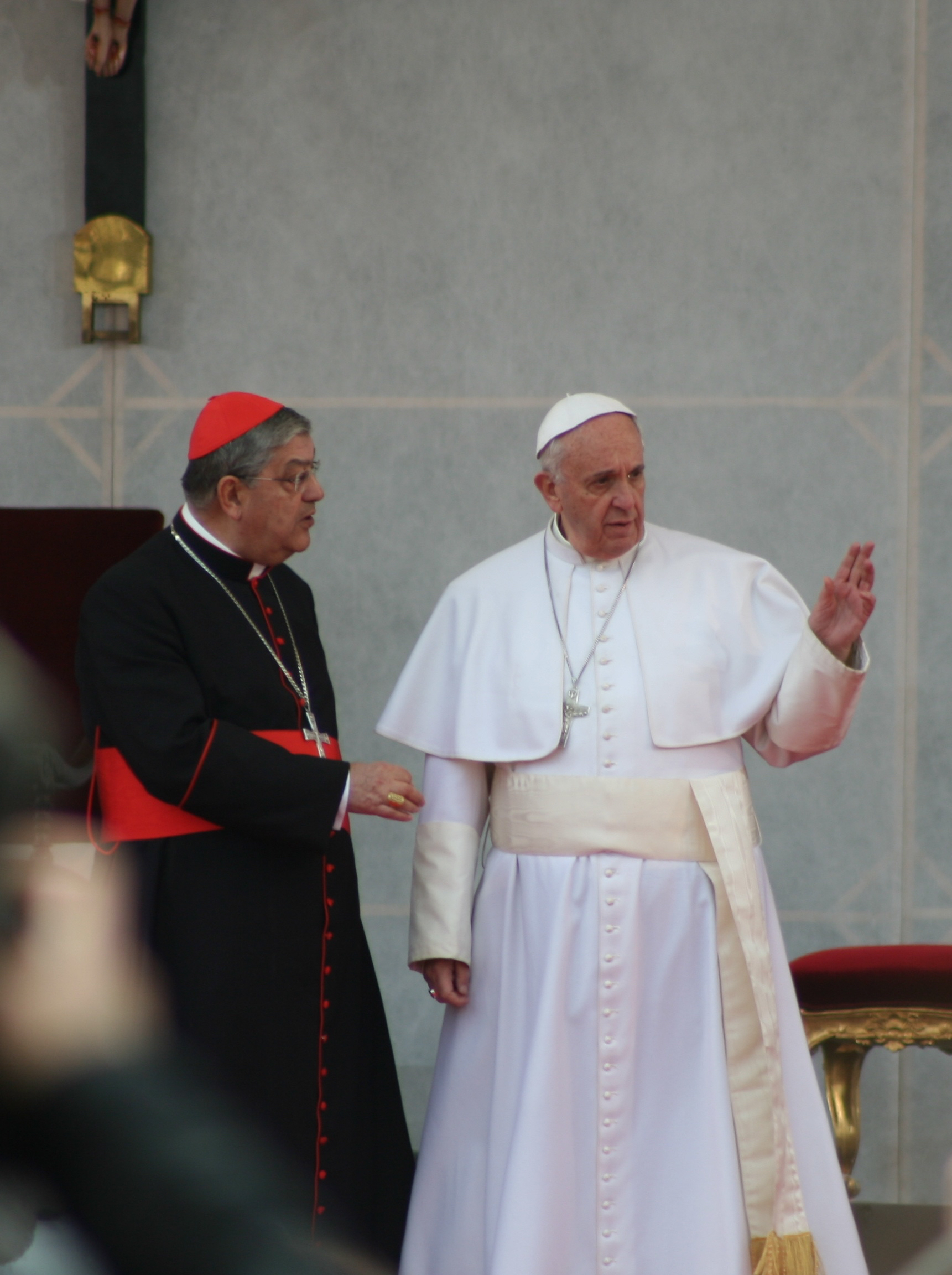
Cardeal Sepe com Papa Francisco durante sua visita pastoral a Nápoles (2015)

Em 2 de abril de 1992, o Papa João Paulo II o nomeou arcebispo titular de Grado e secretário da Congregação para o Clero. Em 26 de abril de 1992, recebeu a consagração episcopal pela imposição de mãos do Papa João Paulo II e seus co-consagradores, o Arcebispo Metropolitano de Cracóvia, Cardeal Franciszek Macharski, e o Secretário de Estado, Cardeal Angelo Sodano. Nesta função promoveu os encontros internacionais de padres em Fátima e Yamoussoukro.
Em 3 de novembro de 1997, após a proclamação do Ano Santo, tornou-se secretário geral do Comitê para o Jubileu do Ano 2000 e presidente da Peregrinatio ad Petri Sedem.
Em 21 de fevereiro de 2001, foi elevado ao posto de cardeal pelo Papa João Paulo II. De 2001 a 2006 ocupou os cargos de Prefeito da Congregação para a Evangelização dos Povos, Grande Chanceler da Pontifícia Universidade Urbaniana e Presidente da Comissão Interdicasteral para os Religiosos Consagrados. Até a criação de Angelo Comastri como cardeal, ele era o cardeal italiano mais jovem.
Em 6 de agosto de 2002 foi nomeado conselheiro da Pontifícia Comissão para a América Latina e em 28 de maio de 2004 membro do Conselho Especial para a Ásia da Secretaria Geral do Sínodo dos Bispos.
Atualmente é membro das Congregações para o Clero e para a Doutrina da Fé e do Pontifício Conselho para os Textos Legislativos.

Ele participa do conclave de 2005, que elege o Papa Bento XVI, e do conclave de 2013, que elege o Papa Francisco.

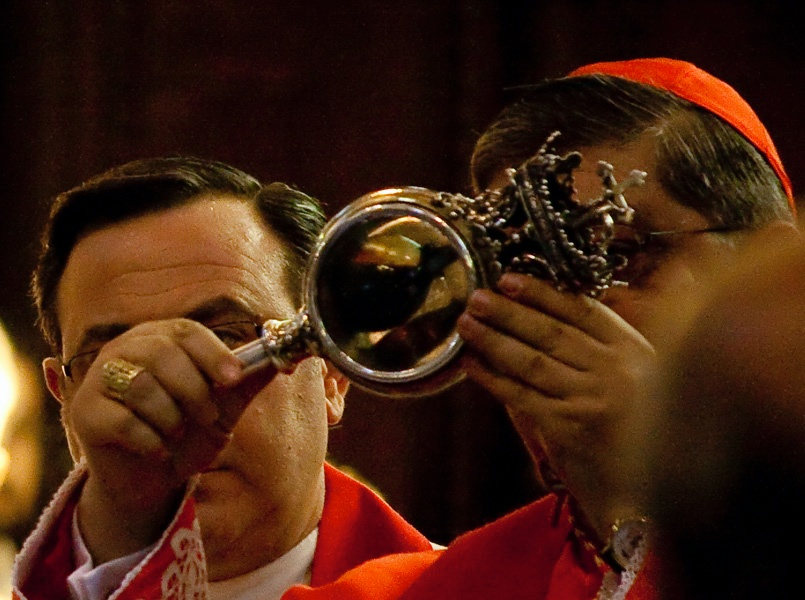
Cardeal Sepe durante o ritual de dissolução do sangue de San Gennaro

### Arcebispo de Nápoles
Em 20 de maio de 2006, o Papa Bento XVI o nomeou arcebispo de Nápoles: assim, ele substituiu o cardeal Michele Giordano como chefe da arquidiocese napolitana, que havia renunciado por limites de idade e, por sua vez, tornou-se arcebispo emérito. Simultaneamente à nomeação como ordinário da capital da Campânia, deixa o cargo de prefeito.
No dia 1º de julho de 2006 foi realizada na catedral a cerimônia solene de sua entrada na arquidiocese napolitana, precedida de uma visita ao bairro de Scampia.
Em 2007 decidiu redefinir a organização territorial da arquidiocese, nomeando 9 novos vigários e criando 13 novos "decanatos".
Em 21 de outubro de 2007 deu as boas-vindas ao Papa Bento XVI em visita pastoral à arquidiocese. Ele testemunha a devoção de Ratzinger a San Gennaro e a falta de liquefação do sangue, um sinal histórico de infortúnio para a cidade.
A 25 de Janeiro de 2008, durante o período de emergência dos resíduos em Nápoles, ordenou a trasladação e a exibição extraordinária das relíquias de San Gennaro, falando de um momento grave para a cidade, mergulhada, a seu ver, «num dos noites mais escuras de sua história".
Em outubro de 2008, ele foi à Rússia para se encontrar com o patriarca ortodoxo Aleixo II; durante o encontro, entregou à mais alta autoridade ortodoxa russa uma relíquia de San Gennaro e uma carta autografada de Bento XVI.
Em 1º de fevereiro de 2009, o Papa Bento XVI o nomeou, juntamente com o Cardeal Walter Kasper, representante do Papa na cerimônia de entronização do novo Patriarca da Rússia, Cirilo I, em Moscou.
Em 9 de janeiro de 2015 anunciou em entrevista coletiva a próxima visita pastoral do Papa Francisco a Nápoles marcada para domingo, 21 de março de 2015. Uma vez na cidade, celebrou a missa na Piazza Plebiscito e durante o dia visitou, entre outros lugares, a prisão de Poggioreale, parando para almoçar com os presos, a Catedral, onde pela primeira vez o sangue de San Gennaro foi liquefeito diante de um pontífice (em outras 3 ocasiões anteriores, em 1848 com Papa Pio IX, em 1990 com João Paulo II e em 2007 com Bento XVI, a liquefação não havia ocorrido) e a orla de Caracciolo, onde conheceu uma representação de famílias napolitanas.
Em 29 de dezembro de 2016, as portas da catedral de Nápoles se abriram aos imigrantes, indigentes e sem-teto, onde almoçaram por ocasião do Ano Novo.
Em setembro de 2017 visitou a cidade de Ischia, atingida por um terremoto, juntamente com o ordinário local, Pietro Lagnese.
Aos 75 anos, apresentou sua renúncia ao cargo de arcebispo, conforme exigido pelas normas do direito canônico; O Papa Francisco decide confirmá-lo no cargo "pelo menos por mais dois anos".
Em 12 de dezembro de 2020, o Papa Francisco aceitou sua renúncia por ter atingido o limite de idade; foi sucedido por Domenico Battaglia, até então bispo de Cerreto Sannita-Telese-Sant'Agata de' Goti. Ele permanece administrador apostólico da arquidiocese até a entrada de seu sucessor, ocorrida em 2 de fevereiro de 2021.

### Arcebispo emérito
Como arcebispo emérito, permaneceu em Nápoles, na basílica da Incoronata Madre del Buon Consiglio, em Capodimonte, auxiliado pelas freiras franciscanas dos Sagrados Corações.

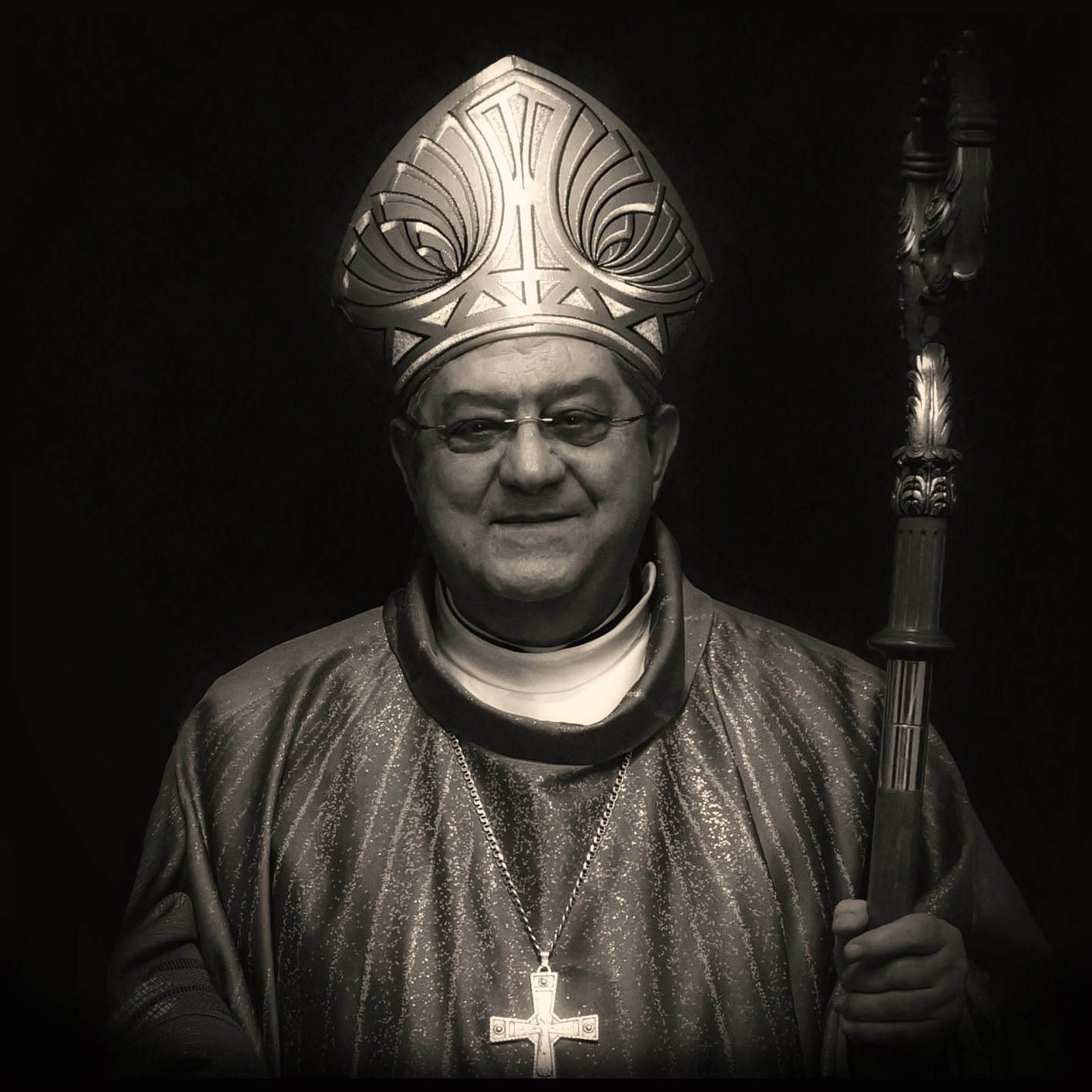
Crescenzio Sepe em 2017

## Investigações judiciais
Em 2010 foi inscrito no registo de suspeitos pelo Procurador de Perugia, juntamente com o ex-ministro dos transportes Pietro Lunardi, por suspeitas e incoerências relativas à manutenção da fachada do edifício Propaganda Fide na Piazza di Spagna. A acusação do judiciário é que o ex-ministro financiou essas obras em troca de apartamentos da entidade cedidos a preços baixíssimos ao ministro e outras pessoas. O cardeal colaborou “estreitamente”. com Angelo Balducci no final dos anos 1990 e durante o Jubileu do Ano 2000, onde o cardeal ocupou o cargo de secretário do Comitê do Vaticano para o Jubileu. Quando em 2001 o cardeal se tornou prefeito da Congregação para a Evangelização dos Povos (Propaganda Fide), Balducci foi nomeado consultor da mesma Congregação.. Em 19 de junho de 2010, soubemos que ele estava sendo investigado pelos promotores. por corrupção. Em maio de 2012 o processo foi encerrado com o ajuizamento pelo Judiciário 

## Conclaves
- Conclave de 2005 - participou da eleição de Joseph Ratzinger como Papa Bento XVI.
- Conclave de 2013 - participou da eleição de Jorge Mario Bergoglio como Papa Francisco.